# 栲新片盾介殼蟲
栲新片盾介殼蟲（学名：Neoparlatoria miyamotoi）为盾介殼蟲科新片盾介殼蟲屬下的一个种。